# 2778 Tangshan
2778 Tangshan eller 1979 XP är en asteroid i huvudbältet som upptäcktes den 14 december 1979 av Purple Mountain-observatoriet i Nanjing, Kina. Den är uppkallad efter den kinesiska staden Tangshan..
Asteroiden har en diameter på ungefär 12 kilometer.